# Limnonectes fragilis
Espèce
Synonymes
- Rana fragilis Liu & Hu, 1973

Statut de conservation UICN

 VU B1ab(iii) : Vulnérable
Limnonectes fragilis est une espèce d'amphibiens de la famille des Dicroglossidae.

## Répartition
Cette espèce est endémique de Hainan en Chine. Elle se rencontre entre 290 et 1 000 m d'altitude dans le centre et du Sud-Ouest de l'île.

## Publication originale
- Liu, Hu, Fei & Huang, 1973 : On collections of amphibians from Hainan Island. Acta Zoologica Sinica, Beijing, vol. 19, no 4, p. 385-404.